# Il fiore dell'isola
Il fiore dell'isola (The Love Flower) è un film muto del 1920 diretto da D.W. Griffith che ne firmò anche la sceneggiatura, basata su Black Beach di Ralph Stock, un racconto uscito su Collier's Weekly il 13 settembre 1919.

## Trama
Un uomo uccide l'amante della moglie e scappa con la figlia nel Sud Pacifico. Un detective da loro la caccia assieme a un ragazzo, il quale finirà con l'innamorarsi della ragazza.

## Produzione
Il film, prodotto dalla D.W. Griffith Productions, fece passare una brutta esperienza alla troupe. Infatti, durante il viaggio in nave da Miami per le Bahamas, due persone caddero in acqua e per mancanza di cibo dovettero digiunare per tre giorni.

### Luoghi delle riprese
Il film venne girato a Miami e Fort Lauderdale, in Florida, e a Nassau, nelle Bahamas.

## Distribuzione
Il copyright del film, richiesto dalla D. W. Griffith, fu registrato il 14 agosto 1920 con il numero LP15502.
Distribuito negli Stati Uniti dalla United Artists, il film uscì nelle sale il 5 settembre dopo essere stato presentato in prima a New York il 22 agosto 1920.
 
In Italia venne distribuito nel 1925 dalla Artisti Associati con il visto di censura numero 22044.